# Yepp
Yepp — бренд цифровых проигрывателей Samsung Electronics. Название является сокращением от «young, energetic, passionate, personal». В названиях моделей плееров обозначается как YP.

## Модели
| Модель | Фото | Цвет                                               | Память              | Форматы файлов (Audio / Photo / Video / Others)                                                                                   | Особенности                                                                                                   | Соединение |
| ------ | ---- | -------------------------------------------------- | ------------------- | --- | --- | ---------- |
| YP-M1  |      | чёрный, белый                                      | 8, 16, 32 Гб        | MP3, WMA, Ogg, AAC, FLAC, RA, WAV / JPEG, BMP, PNG, GIF / AVI/SVI, MP4, WMV/ASF, MOV (MPEG-4, WMV, H.264, Divx, Xvid) / TXT, SWF  | Сенсорный экран: AMOLED, 3,3", 480х272 пикселей, слот для карт памяти microSD (microSDHC), Bluetooth, виджеты | MTP/UMS    |
| YP-U1  |      | чёрный, белый                                      | 256, 512 Мб 1, 2 Гб | MP3, WMA, OGG, ASF | Диктофон | MTP/UMS    |
| YP-U2  |      | чёрный, белый                                      | 512 Мб, 1, 2 Гб     | MP3, WMA, OGG, ASF | FM-радио и диктофон                                                                                           | MTP/UMS    |
| YP-U3  |      | чёрный, белый, розовый, салатовый и голубой        | 1, 2, 4 Гб          | MP3, WMA, OGG, ASF | FM-радио и диктофон, сенсорные кнопки и тонкий штекер USB                                                     | MTP/UMS    |
| YP-U4  |      | чёрный (переходит в синий, фиолетовый или красный) | 2, 4 Гб             | MP3, WMA, OGG | FM-радио и диктофон, сенсорные кнопки и тонкий штекер USB                                                     | MTP/UMS    |
| YP-U5  |      | чёрный, белый, красный, голубой, розовый           | 2, 4, 8 Гб          | MP3, WMA, OGG, FLAC | FM-радио и диктофон, спортивные функции                                                                       | MTP/UMS    |
| YP-Q1  |      | чёрный, белый, серебристый                         | 2, 4, 8 Гб          | MP3, WMA, OGG, FLAC / JPG, BMP, GIF, PNG / WMV, SVI / TXT                                                                         | FM-радио и диктофон, сенсорные кнопки                                                                         | MTP/UMS    |
| YP-Q2  |      | чёрный, белый                                      | 2, 4, 8, 16 Гб      | MP3, WMA, OGG, FLAC / JPG, BMP, GIF, PNG / WMV, SVI / TXT                                                                         | FM-радио и диктофон, сенсорные кнопки                                                                         | MTP/UMS    |
| YP-R0  |      | чёрный, розовый, серебристый                       | 4, 8, 16 Гб         | MP3, WMA, Ogg, AAC, FLAC, WAV / JPEG, BMP, PNG, GIF / AVI/SVI, MP4, WMV/ASF, MOV (MPEG-4, WMV9, H.264, Divx, Xvid) / TXT          | экран: TFT, 2,6", 320x240 пикселей (QVGA), разъём USB Micro-B и слот для карт памяти microSD (microSDHC)      | MTP/UMS    |
| YP-R1  |      | чёрный, розовый, серебристый                       | 4, 8, 16 Гб         | MP3, WMA, Ogg, AAC, FLAC, RA, WAV / JPEG, BMP, PNG, GIF / AVI/SVI, MP4, WMV/ASF, MOV (MPEG-4, WMV9, H.264, Divx, Xvid) / TXT, SWF | сенсорный экран: TFT, 2,6", 400x240 пикселей (WQVGA), Bluetooth, виджеты                                      | MTP/UMS    |
| YP-Z5  |      | чёрный, серебристый, розовый                       | 1, 2 или 4 Гб       | MP3, WMA, OGG / JPEG | FM-радио и диктофон в YP-Z5F                                                                                  | MTP        |

## Yepp G серия
Samsung Galaxy Player (также Samsung Galaxy S WiFi) — линейка портативных мультимедийных проигрывателей Samsung Electronics, работающих под управлением операционной системы Android. Все модели линейки имеют в начале индекса буквы YP-G но сам бренд Yepp при этом нигде не упоминается.

## Yepp M серия

### YP-M1
Пока единственная модель в серии. Имеет сенсорный экран: AMOLED, 3,3", 480х272 пикселей, слот для карт памяти microSD (microSDHC), Bluetooth, виджеты. Благодаря процессору nVidia Tegra, поддерживается видео сжатое кодеком H.264 с разрешением до 1280х720 (720p). Можно подключить к телевизору с помощью TV-Out-кабеля.

## Yepp P серия
Серия портативных мультимедийных проигрывателей с сенсорными экранами способных воспроизводить неконвертированное видео.

## Yepp Q серия
Серия недорогих портативных мультимедийных проигрывателей с сенсорными кнопками.

### YP-Q1
Первая модель серии. Обычный выпуск назван YP-Q1 Diamond. Есть также YP-Q1 La Fleur — вариант для женщин с измененным интерфейсом и кожаным чехлом в комплекте.

### YP-Q2
Кроме измененного дизайна отличается от YP-Q1 наличием программируемой клавиши и аккумулятором ёмкостью 580 мА/ч. Что на 40 мА/ч меньше чем у предыдущей модели, хотя производитель заявляет, что YP-Q2 может играть дольше. Также появилась версия на 16 Гб.

### YP-Q3
В отличие от предыдущих моделей имеет металлическую торцевую рамку и более сдержанный дизайн, способен воспроизводить видео без конвертации.

## Yepp R серия
Среди материалов корпуса использованы алюминий и стекло. Не нужна предварительная конвертация видео.

### YP-R0
Вторая модель в серии, вынесенная отдельно. Имеет разъём USB Micro-B и слот для карт памяти microSD (совместим с microSDHC).

### YP-R1
Портативный мультимедийный проигрыватель с сенсорным экраном. Первый в Yepp R серии. Поступил в продажу в апреле 2009 года. Модель можно считать уменьшенным вариантом YP-P3.

## Yepp U серия
Серия миниатюрных аудиоплееров, плейдрайвов поддерживающих стандарт USB 2.0 и форматы MP3, WMA, Audio ASF, OGG Vorbis, WAV. Аккумулятор заряжается через USB порт. Все имеют небольшой монохромный OLED дисплей.

### YP-U1
Может воспроизводить файлы в форматах MP3, Ogg Vorbis, WMA, ASF и WAV и записывать звук в WAV. Имеет небольшой монохромный OLED дисплей. Оснащён системой усиления низких частот Bass Booster и системой обработки звука SRS WOW.

### YP-U2
Кроме измененного дизайна отличается от предыдущей модели наличием FM-радио. Система обработки звука SRS WOW заменена DNSe.

### YP-U3
Отличается от предыдущих моделей серии сенсорным управлением и наличием выдвижного тонкого (а не полноразмерного) штекера USB «type A».

### YP-U4
Кроме дизайна практически ничем не отличается от предыдущей модели.

### YP-U5
Спортивная модель. Появилась поддержка FLAC.

### YP-U6
Тоже спортивная модель, но уже с металлическим корпусом, выдвижным USB штекером и цветным CSTN дисплеем.

## Другие

### YP-F3
Миниатюрный аудиоплеер. Модель очень похожа на представителей Yepp U серии, отличается от YP-U6 пластиковым корпусом и отсутствием встроенного USB штекера.

### YP-Z3
Внешне модель похожа на YP-Z5, но функционально — ближе к YP-Q3.

### YP-Z5
Samsung YP-Z5 — плеер 2006 года, позиционировавшийся как конкурент iPod nano. Было продано более миллиона штук. В том же году была выпущена усовершенствованная версия Samsung Z-Metal (Samsung YP-Z5F) имевшая FM-тюнер и микрофон.